# Gare de Vilvorde
La gare de Vilvorde (en néerlandais : Station Vilvoorde) est une gare ferroviaire belge des lignes 25 de Bruxelles-Nord – Anvers (Y Luchtbal) et de 27 de Bruxelles-Nord – Anvers-Central, située à l'est du centre-ville de Vilvorde dans la Province du Brabant flamand.
Elle est mise en service en 1835 par les Chemins de fer de l'État belge.
C'est une gare voyageurs de la Société nationale des chemins de fer belges (SNCB) desservie par des trains InterCity, Suburbains (S) et d'heure de pointe (P).

## Situation ferroviaire
La gare de Vilvorde est située au point kilométrique (PK) 9,40 de la ligne 25 de Bruxelles-Nord – Anvers (Y Luchtbal), entre les gares de Buda et d'Eppegem.
C'est également une gare de la ligne 27 de Bruxelles-Nord à Anvers-Central, entre les gares ouvertes de Schaerbeek et d'Eppegem. Cette ligne est parallèle à la ligne 25.

## Histoire
La « station de Vilvorde » est mise en service le 5 mai 1835 par les Chemins de fer de l'État belge, le jour de l'inauguration de la ligne de Bruxelles-Allée-Verte à Malines, dont elle est alors le seul arrêt intermédiaire. La ligne est prolongée vers Anvers l'année suivante et prendra le nom de ligne 25. Le premier bâtiment de la gare, fort petit, est remplacé[Quand ?] par une construction de style néoclassique avec un corps central à étage dont le toit à arête transversale s'orne d'un fronton ; de part et d'autre se trouvaient deux ailes de trois travées, la dernière travée de chaque aile était plus grande et coiffée d'un fronton ornemental. Ce bâtiment fait l'objet d'un agrandissement en 1868 en vue d'y ajouter un logement pour le chef de gare. 
Le bâtiment de la gare actuel, de style néo-renaissance flamande, est construit en 1882 et arbore un total de huit pignons, trois de chaque côté et deux pignons transversaux. Il présenterait des points communs avec le plan de la gare de Soignies mais ses décorations sont plus sobres, la plupart des fenêtres sont rectangulaires et la gare de Vilvorde ne possède pas de tour.
Le 15 mai 1908, elle devient une gare de la ligne 27 lors de l'ouverture de la section de Schaerbeek à Malines, via Muizen. À cette occasion, les voies qui se trouvaient jusqu'ici au niveau du sol sont surélevées et des quais supplémentaires sont construits.
En 1935, la gare est modernisée pour permettre l'électrification de la ligne 25, qui était la première ligne SNCB mise sous tension. Vers 1950, l'électrification de la ligne 27 est à son tour réalisée.
À partir de la fin des années 2010, les quais de la gare sont entièrement modernisés et remodelés. Depuis 2015 elle est desservie par le nouveau service S (Suburbain) qui a remplacé les trains omnibus (L).

## Service des voyageurs

### Accueil
Gare SNCB, elle dispose d'un bâtiment voyageurs, avec guichets, ouvert tous les jours. Elle est équipée d'automates pour l'achat de titres de transport et dispose d'un service d'accueil pour les personnes à mobilité réduite.

### Desserte
Vilvorde est desservie par des trains InterCity (IC), Suburbains (S) et d'heure de pointe (P) de la SNCB, qui effectuent des missions sur les lignes commerciales 25, 26 et 27. Seul un petit nombre des trains IC Bruxelles - Anvers marque l'arrêt à Vilvorde.

#### Jours ouvrables
La desserte comprend deux trains InterCity par heure ainsi que des trains Suburbains (au total six par heure) des lignes S1, S4, S5 et S7.
Les IC-31 relient Bruxelles-Midi à Anvers-Central, toutes les heures, tandis que les IC-11 circulent entre Binche et Turnhout via Bruxelles et Malines. Un aller-retour de trains IC-31 a Binche comme terminus au lieu de Bruxelles-Midi.
Les trains S1, entre Nivelles et Anvers-Central, via Bruxelles (dont un petit nombre est prolongé depuis ou vers Charleroi-Central tôt le matin ou en soirée) tout comme les S5 entre Grammont, Enghien, Hal et Malines via Bruxelles-Luxembourg, circulent deux fois par heure. Tandis que les trains S4 entre Alost et Malines via Hofstade, Jette et Bruxelles-Luxembourg et S7, de Hal à Vilvorde via Merode, sont simplement cadencés à l'heure.
Il existe aussi deux trains d'heure de pointe Mol / Neerpelt - Herentals - Lier - Malines - Bruxelles-Midi (le matin, dans l’autre sens l’après-midi).

#### Week-ends et jours fériés
Vilvorde possède une desserte plus restreinte le week-end avec deux trains IC et trois ou quatre trains S par heure : Les trains IC circulent respectivement entre Bruxelles-Midi et Anvers-Central (IC-22) et entre Charleroi-Central et Anvers-Central (IC-31). Il n'y a qu'un seul train S5 par heure, limité au trajet Malines - Hal tandis que les trains S1 circulent au rythme de deux par heure le samedi (un sur deux étant limité à Bruxelles-Midi) et d'un par heure les dimanches et fériés, reliant uniquement Bruxelles-Midi à Anvers-Central.

### Intermodalité
Des parcs (gratuit et payant) pour les vélos et des parkings (gratuit et payant) pour les véhicules y sont aménagés.
Elle est desservie par des autobus urbains des sociétés De Lijn[Lesquels ?] et STIB (lignes 47 et 58),. Comme il est situé dans une commune néerlandophone sans facilités, cet arrêt de la STIB, Vilvoorde Station, n'a pas de nom officiel en français, contrairement à la gare ferroviaire.

## Comptage voyageurs
Ce graphique et tableau montre le nombre de voyageurs embarquant en moyenne durant la semaine, le samedi et le dimanche.
| Nombre de passagers qui embarquent à la gare de Vilvorde | Nombre de passagers qui embarquent à la gare de Vilvorde | Nombre de passagers qui embarquent à la gare de Vilvorde | Nombre de passagers qui embarquent à la gare de Vilvorde |
|                                                          | Semaine                                                  | Samedi                                                   | Dimanche                                                 |
| -------------------------------------------------------- | -------------------------------------------------------- | -------------------------------------------------------- | -------------------------------------------------------- |
| 1977                                                     | 4 368                                                    | 510                                                      | 491                                                      |
| 1978                                                     | 4 768                                                    | 563                                                      | 380                                                      |
| 1979                                                     | 3 551                                                    | 474                                                      | 322                                                      |
| 1980                                                     | 3 905                                                    | 529                                                      | 457                                                      |
| 1981                                                     | 4 020                                                    | 583                                                      | 466                                                      |
| 1982                                                     | 457                                                      | 512                                                      | 452                                                      |
| 1983                                                     | 3 736                                                    | 413                                                      | 384                                                      |
| 1984                                                     | 3 143                                                    | 373                                                      | 413                                                      |
| 1985                                                     | 3 064                                                    | 430                                                      | 322                                                      |
| 1986                                                     | 2 863                                                    | 377                                                      | 292                                                      |
| 1987                                                     | 2 754                                                    | 292                                                      | 279                                                      |
| 1988                                                     | 2 539                                                    | 313                                                      | 233                                                      |
| 1989                                                     | 2 271                                                    | 415                                                      | 264                                                      |
| 1990                                                     | 2 506                                                    | 247                                                      | 221                                                      |
| 1991                                                     | 2 255                                                    | 290                                                      | 288                                                      |
| 1992                                                     | 2 517                                                    | 369                                                      | 262                                                      |
| 1993                                                     | 2 473                                                    | 417                                                      | 175                                                      |
| 1994                                                     | 3 125                                                    | 433                                                      | 255                                                      |
| 1995                                                     | 3 009                                                    | 363                                                      | 283                                                      |
| 1996                                                     | 3 287                                                    | 521                                                      | 277                                                      |
| 1997                                                     | 3 207                                                    | 505                                                      | 322                                                      |
| 1998                                                     | 3 376                                                    | 544                                                      | 350                                                      |
| 1999                                                     | 3 354                                                    | 512                                                      | 499                                                      |
| 2000                                                     | 3 580                                                    | 708                                                      | 470                                                      |
| 2001                                                     | 3 959                                                    | 732                                                      | 485                                                      |
| 2002                                                     | 3 763                                                    | 658                                                      | 494                                                      |
| 2003                                                     | 5 051                                                    | 760                                                      | 506                                                      |
| 2004                                                     | 5 093                                                    | 995                                                      | 724                                                      |
| 2005                                                     | 4 481                                                    | 1 073                                                    | 696                                                      |
| 2006                                                     | 4 900                                                    | 1 106                                                    | 790                                                      |
| 2007                                                     | 5 291                                                    | 1 046                                                    | 978                                                      |
| 2008                                                     | -                                                        | -                                                        | -                                                        |
| 2009                                                     | 5 644                                                    | 1 223                                                    | 886                                                      |
| 2010                                                     | -                                                        | -                                                        | -                                                        |
| 2011                                                     | -                                                        | -                                                        | -                                                        |
| 2012                                                     | 5 441                                                    | 1 413                                                    | 1 117                                                    |
| 2013                                                     | 5 809                                                    | 1 453                                                    | 1 065                                                    |
| 2014                                                     | 5 460                                                    | 1 484                                                    | 3 418                                                    |
| 2015                                                     | 5 482                                                    | 1 541                                                    | 1 170                                                    |
| 2016                                                     | 5 862                                                    | 1 453                                                    | 1 095                                                    |
| 2017                                                     | 5 832                                                    | 1 691                                                    | 1 269                                                    |
| 2018                                                     | 5 848                                                    | 2 175                                                    | 1 656                                                    |
| 2019                                                     | 6 196                                                    | 2 249                                                    | 1 671                                                    |
| 2020                                                     | 3 315                                                    | 1 947                                                    | 1 263                                                    |
| 2021                                                     | -                                                        | -                                                        | -                                                        |
| 2022                                                     | 5 440                                                    | 2 914                                                    | 2 356                                                    |
| 2023                                                     | 5 945                                                    | 3 094                                                    | 2 525                                                    |
| 2024                                                     | 6 323                                                    | 3 890                                                    | 3 282                                                    |

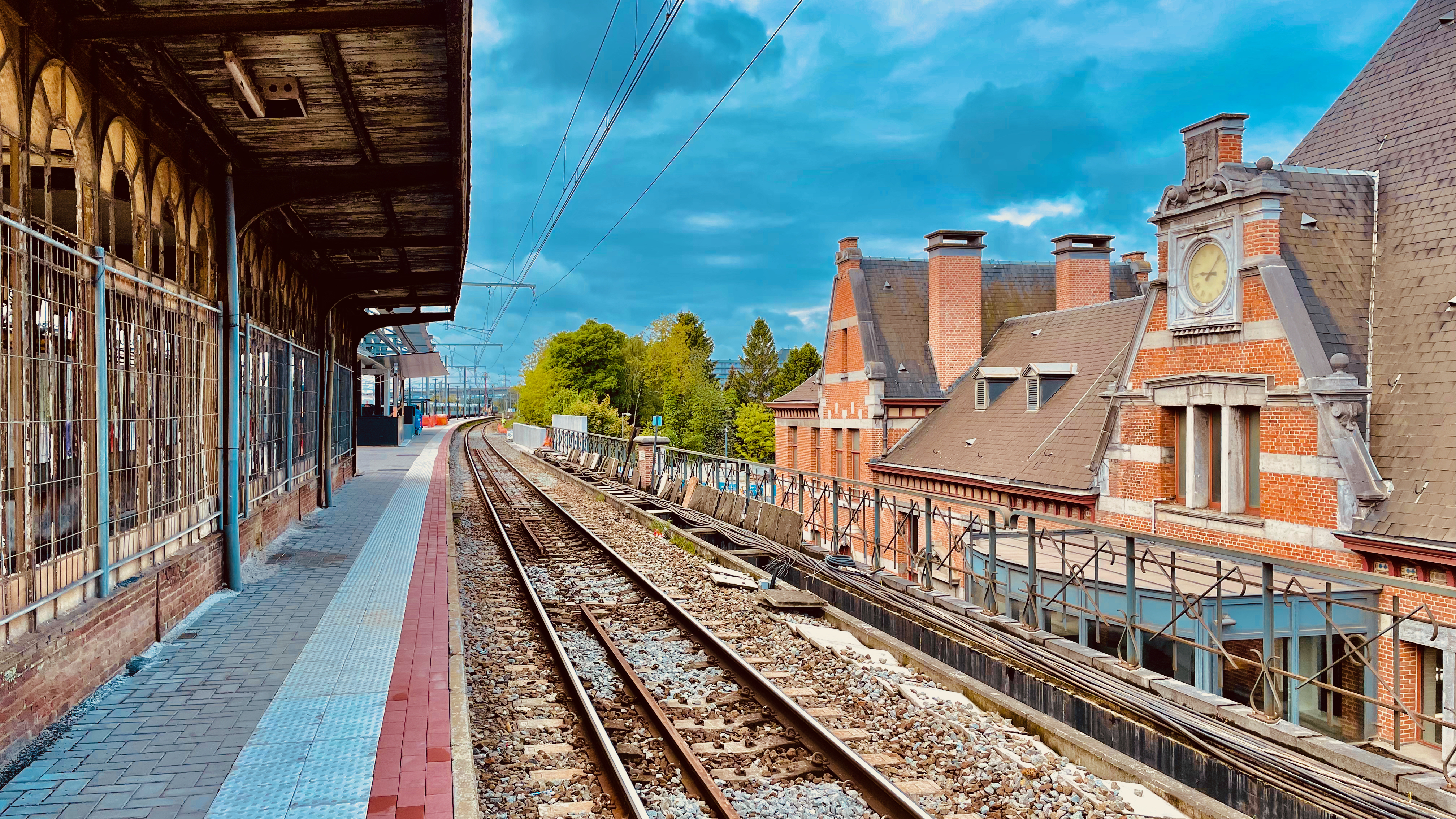
Quais surélevés et bâtiment.
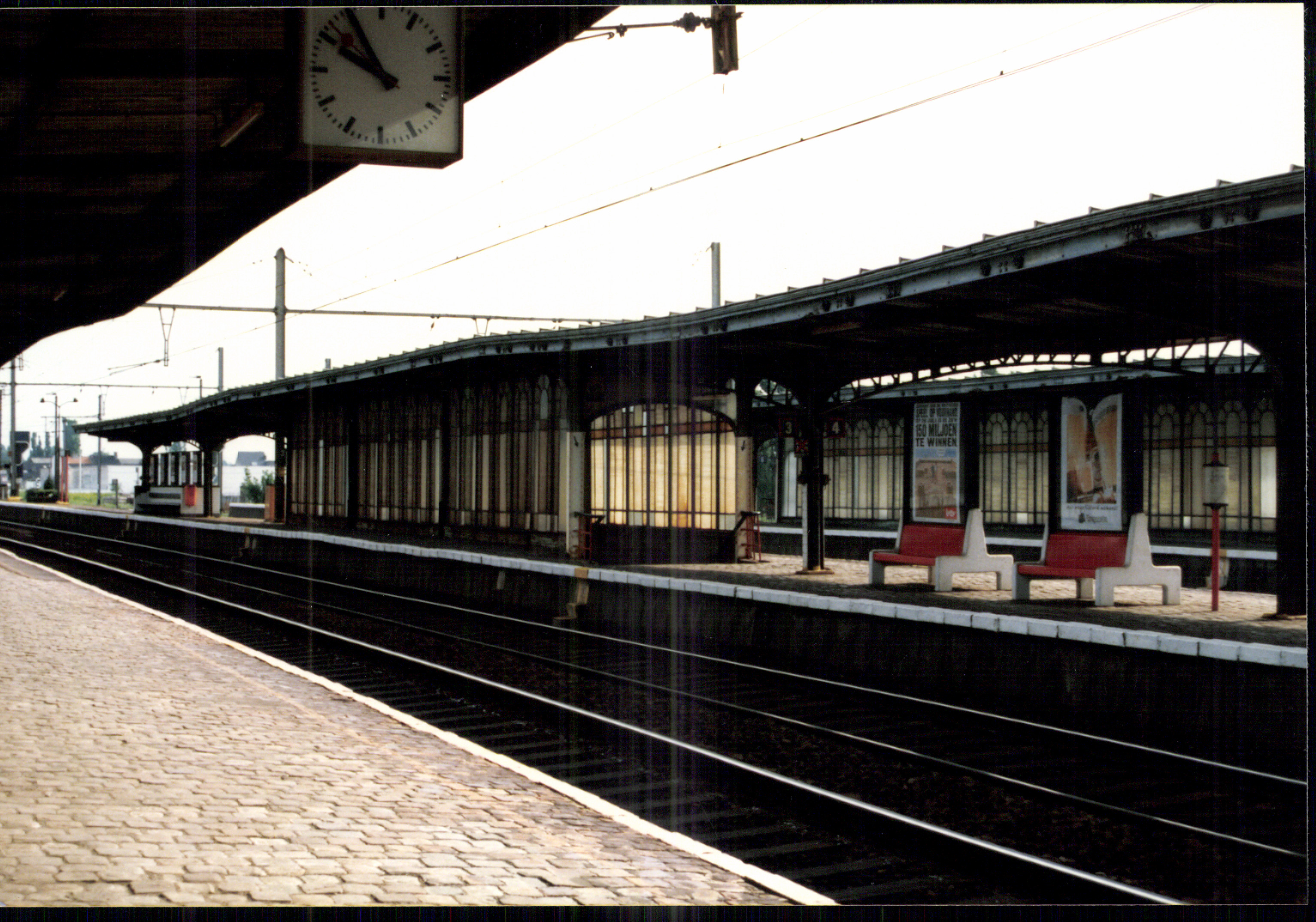
Abris de quai.
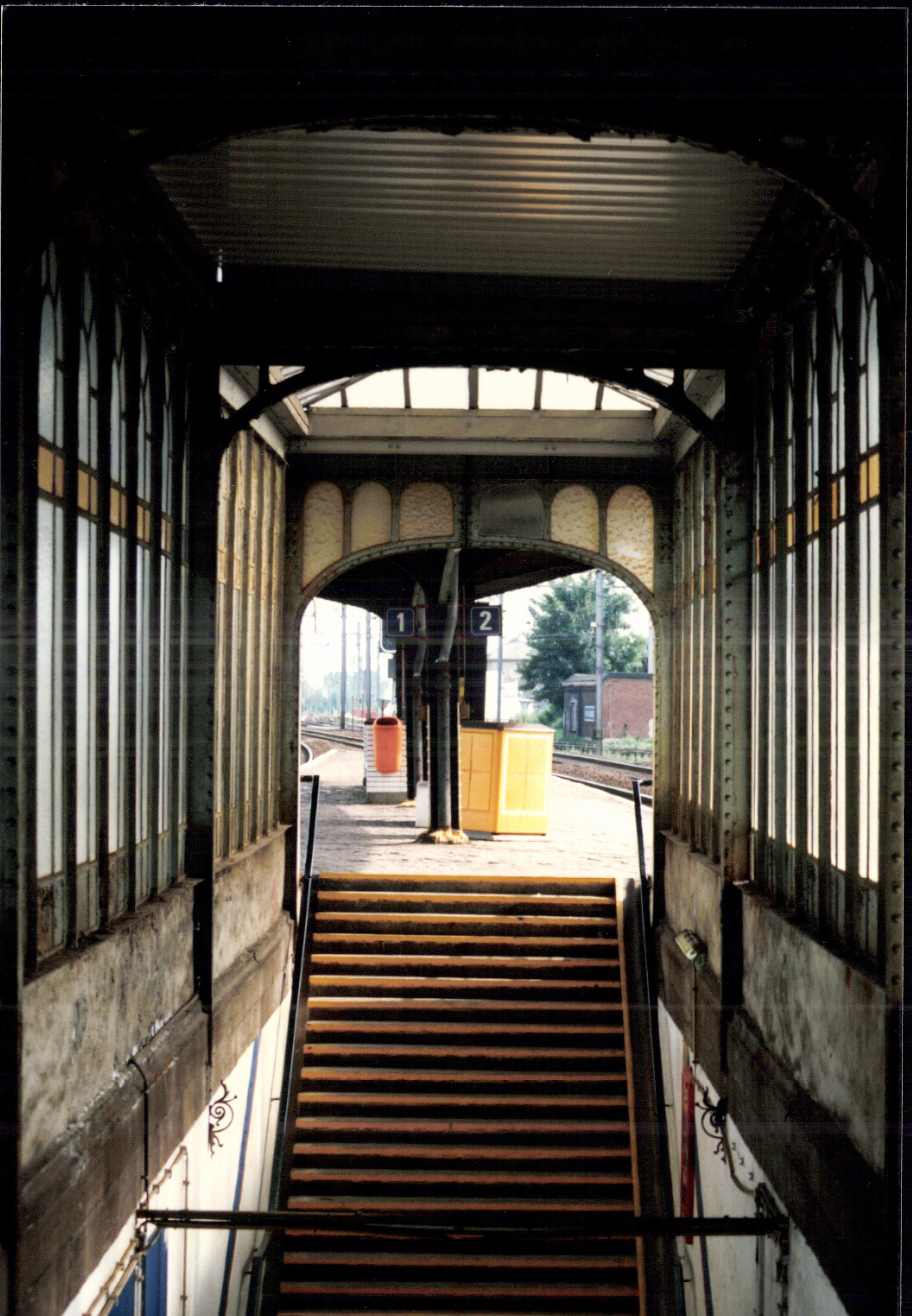
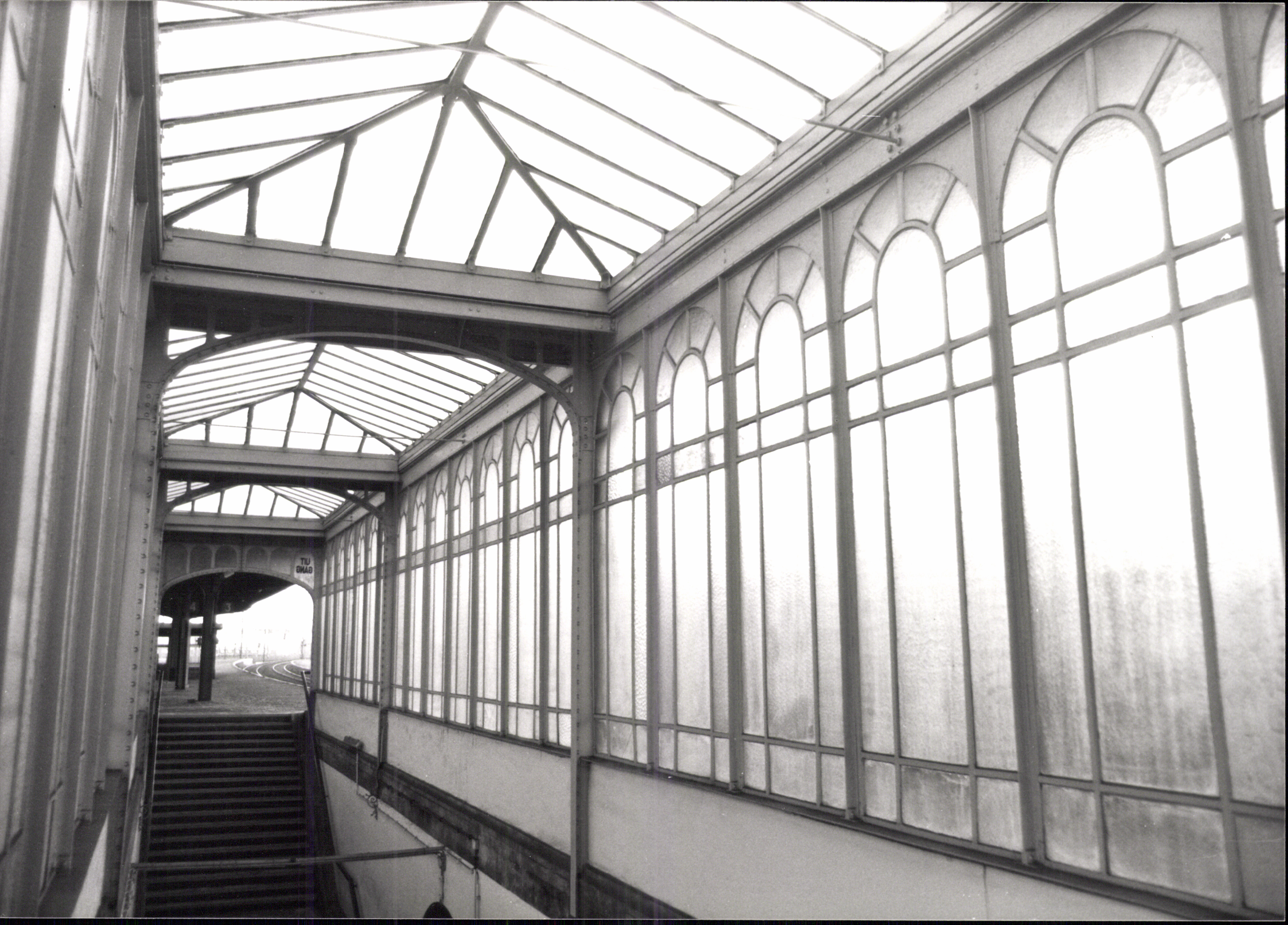
Escaliers.